# Скоблінська сільська рада
Ско́блінська сільська рада (рос. Скоблинский сельский совет) — сільське поселення у складі Юргамиського району Курганської області Росії.
Адміністративний центр — село Скобліно.
Населення сільського поселення становить 944 особи (2017; 1143 у 2010, 1388 у 2002).
20 вересня 2018 року до складу сільського поселення було включено територію ліквідованої Таловської сільської ради (село Таловка, присілки Глибока, Довга; площа 99,29 км²).

## Склад
До складу сільського поселення входять:
| Населений пункт   | Населення, осіб (2002) | Населення, осіб (2010) |
| ----------------- | ---------------------- | ---------------------- |
| Глибока, присілок | 60                     | 42                     |
| Довга, присілок   | 20                     | 13                     |
| Камаган, присілок | 449                    | 351                    |
| Скобліно, село    | 448                    | 416                    |
| Таловка, село     | 411                    | 321                    |